# Incident la Muc Va
Incident la Muc Va sau Du-te și spune-le Spartanilor (în engleză Go Tell the Spartans) este un film american de război care a fost regizat de Ted Post după un scenariu de 	Wendell Mayes după un roman omonim din 1967, Incident at Muc Wa, de Daniel Ford. Filmul este despre consilierii militari ai armatei americane în timpul primei părți a războiului din Vietnam, în 1964, când Ford era corespondent în Vietnam pentru The Nation. În rolurile principale au interpretat actorii Burt Lancaster și Craig Wasson.
A fost produs de studiourile MarVista Entertainment și Spartan Productions și a avut premiera la 14 iunie 1978, fiind distribuit de AVCO Embassy Pictures. Coloana sonoră a fost compusă de Dick Halligan. 
Cheltuielile de producție s-au ridicat la 1,5 milioane de dolari americani. 

## Distribuție
Au interpretat actorii:
- Burt Lancaster - Maj. Asa Barker
- Craig Wasson - Cpl. Courcey
- Jonathan Goldsmith - Sgt. Oleonowski
- Marc Singer - Capt. Olivetti
- Joe Unger - Lt. Hamilton
- Dennis Howard - Cpl. Abraham Lincoln
- David Clennon - Lt. Finley Wattsberg
- Evan C. Kim - Cpl. "Cowboy"
- John Megna - Cpl. Ackley
- Hilly Hicks - Signalman Toffee
- Dolph Sweet - Gen. Harnitz
- Clyde Kusatsu - Col. "Lard Ass" Minh
- James Hong - Pvt. "Old Man"
- Denice Kumagai - "Butterfly"
- Tad Horino - "One-eyed Charlie" (iscoadă a Vietcong)
- Phong Diep - Minh's Interpreter
- Ralph Brannen - Col. Minh's ADC
- Mark Carlton - Capt. Schlitz